# Alastair Sim
Alastair Sim (Edimburgo, 9 ottobre 1900 – Londra, 19 agosto 1976) è stato un attore britannico.
Apparve in una lista di classici film inglesi, ed è noto soprattutto per il ruolo di Ebenezer Scrooge nel film del 1951 Lo schiavo dell'oro, e per la sua interpretazione di Miss Fritton, la direttrice nei primi due film della serie dedicata alla scuola St. Trinian's. Fu descritto da Ronnie Corbett come un "attore dalla faccia triste, con la voce di un fastidioso ghoul", nell'autobiografia dello stesso Corbett, High Hopes.

## Primi anni
Alastair Sim nacque ad Edimburgo nel 1900. Sua madre era nata sull'isola di Eigg, e quando da adolescente si trasferì sulla terraferma sapeva parlare solo scozzese gaelico. Il padre, Alexander Sim, era un uomo d'affari con proprietà a Braemar e ad Edimburgo. Progettò e pagò per la costruzione dei Giardini di Earl Haig ad Edimburgo per dare ai militari un posto per sedersi durante il giorno. 
Alastair Sim fu educato nella George Heriot's School ad Edimburgo. Divenne un maestro di dizione e un lettore drammatico all'Università di Edimburgo dal 1925 al 1930, di cui fu successivamente rettore dal 1948 al 1951. Sottolineò in un'intervista, "Tanto sono passato impercettibilmente da un bel bambino a un ragazzo forte e bello, quanto ho voluto più di ogni altra cosa al mondo di essere, di tutte le cose, un ipnotizzatore. Mi sono esercitato con i cani docili."

## Carriera

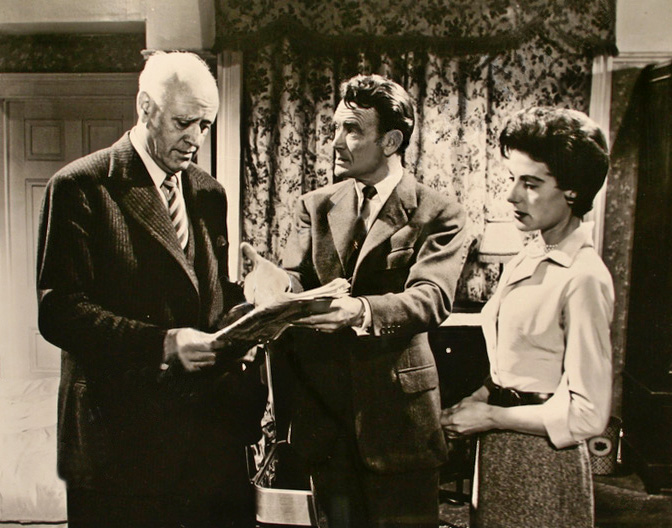
Con John Mills e Yvonne Mitchell nella commedia-thriller Escapade, 1955

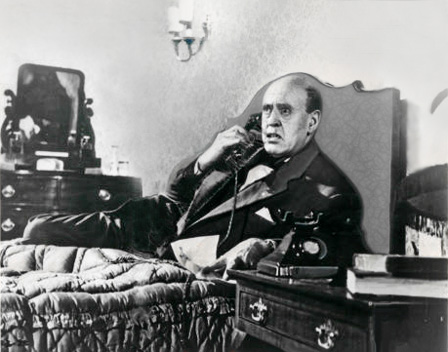
Sim interpreta Hawkins, l'assassino incompetente, in The Green Man, 1956

Preferendo il teatro, Sim fece il suo debutto al Teatro West End nell'Otello nel 1930. Apparve anche in una stagione all'Old Vic. Una sua famosa interpretazione fu Capitan Uncino in sei diverse produzioni teatrali di Peter Pan tra il 1941 e il 1968.
Fece il suo primo film nel 1935, The Case of Gabriel Perry, e passò il resto del decennio ad interpretare ruoli marginali nei film, spesso accusato di "rubare la scena" alle star. Come attore non protagonista il suo più grande successo fu il Detective Sergente Bingham, in una commedia leggera in cui il suo antagonista era Gordon Harker, nel popolare Ispettore Hornleigh nella serie: Inspector Hornleigh (1939), Inspector Hornleigh on Holiday (1939), e Inspector Hornleigh Goes to It (1941). Ha eclissato così tanto Harker che spesso era poco chiaro chi in realtà fosse la star.
Come risultato, nel decennio 1940 i suoi ruoli aumentarono di importanza; e nel 1950 fu votato come attore più popolare della Gran Bretagna. Il suo primo successo come protagonista fu nel film Delitto in bianco (1946); e come preside del Nutbourne College, con Margaret Rutherford come co-protagonista, nella commedia The Happiest Days of Your Life (1950); e come scrittore di cruda letteratura poliziesca nella commedia Risate in paradiso (1951).
Sempre nel 1951 interpretò il ruolo per cui ancora oggi è ricordato: Scrooge nell'adattamento cinematografico del racconto di Charles Dickens A Christmas Carol.
Nel 1971 rivisitò il personaggio, prestando la sua voce per la versione animata del racconto, interpretazione che gli fece vincere un Premio Oscar.
La sua interpretazione più famosa è la preside Miss Fritton, nelle due commedie di St Trinian's, specialmente la prima The Belles of St Trinian's (1954), nel quale ha interpretato anche l'ombroso fratello, Clarence Fritton. Riprese successivamente il ruolo (sebbene fosse solo un cameo) di Miss Fritton in Blue Murder at St Trinian's (1957). Anche se scozzese, rifiutò il ruolo da protagonista nel film Whisky a volontà dicendo "Non posso sopportare gli scozzesi professionisti".
Altri ruoli famosi includono Ritorno (1944), Paura in palcoscenico di Alfred Hitchcock (1950), Folly to be Wise (1953), e An Inspector Calls (1954). La sua interpretazione di Mr Squales in London Belongs to Me (1948) impressionò tanto Alec Guinness che basò la sua performance in La signora omicidi (1955) su di lui, e di conseguenza è spesso scambiato per Sim.
Gli ultimi suoi film comprendono La classe dirigente (1972) con Peter O'Toole, e un cameo in Royal Flash - L'eroico fifone di Richard Lester (1975) con Malcolm McDowell.
In teatro ebbe particolare successo negli ultimi dieci anni della sua vita in due produzioni di Arthur Wing Pinero, interpretando Mr Posket in The Magistrate e Augustin Jedd in Dandy Dick entrambi al Chichester Festival Theatre e al West End di Londra. In entrambi i casi la co-protagonista era Patricia Routledge.
In televisione è noto per il ruolo di Mr. Justice Swallow, tra il 1967 e il 1971, nella serie Uncommon Law, scritta da A. P. Herbert. Il co-protagonista era Roy Dotrice nel ruolo del malizioso e maldestro Mr Albert Haddock, che finisce sempre in tribunale per reati comici o meschini.

## Vita privata

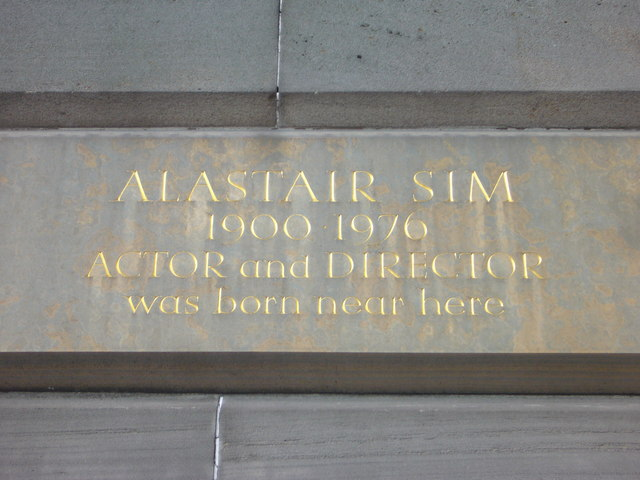
Placca commemorativa in memoria di Alastair Sim, posta all'entrata dell'Edinburgh Filmhouse

Sposò Naomi Plaskitt (1913–1999) nel 1932. Ebbero una figlia, Merlith.
Sim ha voluto promuovere e incoraggiare giovani talenti del cinema, e, avendo visto un giovane talento in divenire, i Sim invitarono George Cole a vivere con loro nel 1940, quando aveva 15 anni. Cole visse con la coppia per 14 anni. Sono riconosciuti come tutor del giovane attore. Sim apparve con Cole nei film Cottage to Let (1941), The Happiest Days of Your Life (1950), Scrooge (1951), Risate in paradiso (1951), The Belles of St. Trinian's (1954), An Inspector Calls (1954), The Green Man (1956) e Blue Murder at St. Trinian's (1957). Rimase sempre ambivalente circa la sua fama, e non firmò mai autografi. In una rara intervista alla rivista Focus on Film, dichiarò, "Io sto in piedi o cado in base al giudizio del pubblico riguardo alle mie performance. Nessun tipo di pubblicità può offuscare una buona interpretazione o sorvolare su una cattiva." Fu insignito del titolo di Commendatore dell'Impero Britannico nel 1953, ma (come suo padre prima di lui) successivamente rifiutò il cavalierato.
Nel 1959 vinse una causa contro una pubblicità di fagioli in scatola (che aveva una voce fuori campo che assomigliava alla sua), dichiarando che lui non avrebbe mai "prostituito la sua arte" per pubblicizzare qualcosa.
Morì a Londra, all'età di 75 anni, a causa di un carcinoma del polmone. Il 23 luglio 2008 fu affissa una targa blu dall'English Heritage davanti alla sua casa a Hampstead, Londra.

## Filmografia

### Cinema
- The Riverside Murder, regia di Albert Parker (1935)
- The Case of Gabriel Perry, regia di Albert de Courville (1935)
- The Private Secretary, regia di Henry Edwards (1935)
- A Fire Has Been Arranged, regia di Leslie S. Hiscott (1935)
- Late Extra, regia di Albert Parker (1935)
- Troubled Waters, regia di Albert Parker (1936)
- Wedding Group, regia di Alex Bryce e Campbell Gullan (1936)
- Keep Your Seats, Please, regia di Monty Banks (1936)
- The Man in the Mirror, regia di Maurice Elvey (1936)
- The Big Noise, regia di Alex Bryce (1936)
- Strange Experiment, regia di Albert Parker (1937)
- Clothes and the Woman, regia di Albert de Courville (1937)
- La ballerina dei gangsters (Gangway), regia di Sonnie Hale (1937)
- Il delatore (The Squeaker), regia di William K. Howard (1937)
- Melody and Romance, regia di Maurice Elvey (1937)
- A Romance in Flanders, regia di Maurice Elvey (1937)
- Con l'amore non si scherza (Sailing Along), regia di Sonnie Hale (1938)
- The Terror, regia di Richard Bird (1938)
- Sei matti a bordo (Alf's Button Afloat), regia di Marcel Varnel (1938)
- Un cronista in gamba (This Man Is News), regia di David MacDonald (1938)
- Climbing High, regia di Carol Reed (1938)
- Inspector Hornleigh, regia di Eugene Forde (1939)
- This Man in Paris, regia di David MacDonald (1939)
- Inspector Hornleigh on Holiday, regia di Walter Forde (1939)
- The Mysterious Mr. Davis, regia di Claude Autant-Lara (1939)
- Law and Disorder, regia di David MacDonald (1940)
- Inspector Hornleigh Goes to It, regia di Walter Forde (1941)
- Cottage to Let, regia di Anthony Asquith (1941)
- Let the People Sing, regia di John Baxter (1942)
- Ritorno (Waterloo Road), regia di Sidney Gilliat (1945)
- Delitto in bianco (Green for Danger), regia di Sidney Gilliat (1946)
- Piccoli detectives (Hue and Cry), regia di Charles Crichton (1947)
- Il capitano Boycott (Captain Boycott), regia di Frank Launder (1947)
- London Belongs to Me, regia di Sidney Gilliat (1948)
- Paura in palcoscenico (Stage Fright), regia di Alfred Hitchcock (1950)
- The Happiest Days of Your Life, regia di Frank Launder (1950)
- Risate in paradiso (Laughter in Paradise), regia di Mario Zampi (1951)
- Nuda ma non troppo (Lady Godiva Rides Again), regia di Frank Launder (1951)
- Lo schiavo dell'oro (Scrooge), regia di Brian Desmond Hurst (1951)
- Folly to Be Wise, regia di Frank Launder (1952)
- Provinciali a Parigi (Innocents in Paris), regia di Gordon Parry (1953)
- An Inspector Calls, regia di Guy Hamilton (1954)
- The Belles of St. Trinian's, regia di Frank Launder (1954)
- Delitto blu (Escapade), regia di Philip Leacock (1955)
- Geordie, regia di Frank Launder (1955)
- Assassino di fiducia (The Green Man), regia di Robert Day e Basil Dearden (1956)
- Blue Murder at St. Trinian's, regia di Frank Launder (1957)
- Il dilemma del dottore (The Doctor's Dilemma), regia di Anthony Asquith (1958)
- Left Right and Centre, regia di Sidney Gilliat (1959)
- La scuola dei dritti (School for Scoundrels), regia di Robert Hamer (1960)
- La miliardaria (The Millionairess), regia di Anthony Asquith (1960)
- La classe dirigente (The Ruling Class), regia di Peter Medak (1972)
- Royal Flash - L'eroico fifone (Royal Flash), regia di Richard Lester (1975)
- Piccoli ladri di cavalli (Escape from the Dark), regia di Charles Jarrott (1976)

### Televisione
- Hunter il selvaggio (Rogue Male), regia di Clive Donner - film TV (1976)[6]

## Doppiatori italiani
- Mario Besesti in Lo schiavo dell'oro
- Amilcare Pettinelli in La miliardaria
- Sergio Graziani in Paura in palcoscenico (ridoppiaggio)
- Mario Feliciani in Piccoli ladri di cavalli